# 요나스 수오타모
요나스 빌리아미 수오타모(핀란드어: Joonas Viljami Suotamo, 1986년 10월 3일~)는 핀란드의 농구 선수, 배우이다. 그의 키는 208cm (6피트 10인치)이다.

## 경력
수오타모는 펜실베이니아 주립대학교에 입학하였으며 펜스테이트 니타니 라이온스의 파워포워드와 센터의 위치에 있었다. 어린 시절 음악과 예술을 배웠고 대학교에서 영화와 비디오에 관한 학습을 배웠다. 스타워즈: 깨어난 포스에서 피터 메이휴가 연기한 츄바카의 대역을 맡았다.

## 출연 작품
- 한 솔로: 스타워즈 스토리 - 츄바카 역
- 스타워즈: 라이즈 오브 스카이워커 - 츄바카 역